# The Globe and Mail
The Globe and Mail es un periódico canadiense publicado en inglés con sede en Toronto, impreso en seis ciudades diferentes de ese país y distribuido a nivel nacional. Cuenta con aproximadamente un millón de lectores semanales y es el periódico de circulación nacional más grande de Canadá, y el segundo periódico diario del país, detrás del Toronto Star.

## Historia
El predecesor del periódico fue The Globe, un diario creado por el inmigrante escocés George Brown, quien más adelante se convertiría en uno de los Padres de la Confederación. Las posiciones políticas liberales de Brown lo llevaron a apoyar a los Clear Grits, los precursores del Partido Liberal de Canadá actual. El Globe comenzó en toronto como un órgano del partido de Brown, el Partido Reformista, pero al ver las ganancias económicas que podía obtener en el negocio de la prensa escrita, el periódico comenzó a enfocarse en una audiencia más amplia de tendencias liberales. Eligió como el lema para la página editorial una cita de Junius, "El súbdito que es realmente leal al Magistrado Jefe ni se someterá ni le aconsejará sobre medidas arbitrarias". La cita continúa siendo parte de la página editorial hasta el día de hoy.
Para los años 1850, The Globe se había convertido en un periódico de circulación diaria de buena reputación. Comenzó a ser distribuido en tren a otras ciudades en Ontario luego de la formación de la Confederación Canadiense. Para principios del siglo veinte el periódico añadió fotografías, una sección de mujeres, y el eslogan "El Periódico Nacional de Canadá", el cual se sigue manteniendo en su portada hasta el día de hoy. En esa época también comenzó a abrir varias oficinas fuera de Toronto y ofrecer suscripciones en todo el territorio canadiense.
El 23 de noviembre de 1936, The Globe (que tenía una tirada de 78.000 ejemplares para ese entonces) se fusionó con The Mail and Empire (tirada de 118.000), este último formado a través de la fusión de The Toronto Mail y el Toronto Empire en 1895. The Mail fue fundado en 1872 por el político conservador y rival de Brown, Sir John A. Macdonald. Mcdonald fue el primer primer ministro de Canadá y el fundador del partido del cual surgió el Partido Conservador de Canadá de la actualidad, y The Mail funcionaba como una extensión del Partido Conservador.

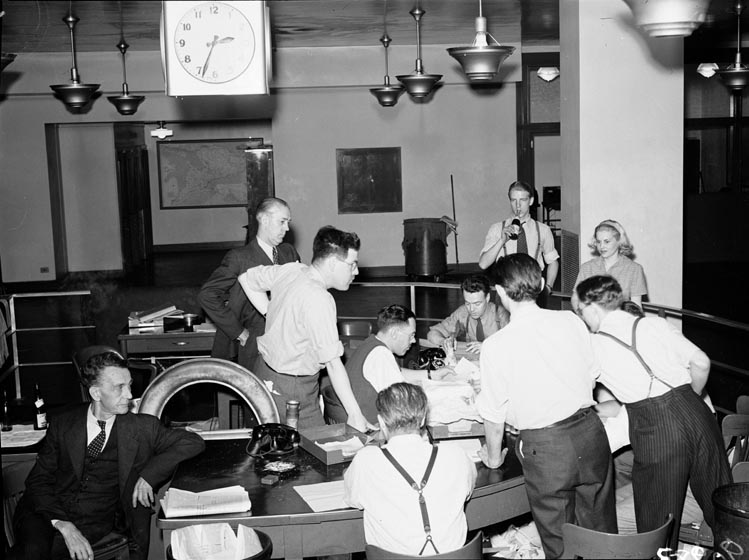
Personal de The Globe and Mail esperando noticias de la invasión del Día D, 6 de junio de 1944.

Con la fusión, The Globe se convirtió en The Globe and Mail. Los reportes de prensa en ese entonces decían "el pececillo se comió a la ballena". La fusión fue preparada por George McCullagh, quién era el representante del magnate de la minería William Henry Wright y se convirtió en el primer distribuidor de The Globe and Mail. McCullagh se suicidó en 1952, y el periódico fue vendido a la familia Webster de Montreal. A medida que el periódico perdió terreno frente a The Toronto Star en el mercado local de Toronto, comenzó a expandir su circulación nacional.
En 1965 el periódico fue comprado por FP Publications, una empresa con base en Winnipeg de propiedad de Brig. Richard Malone, quien era dueño de una cadena local de periódicos canadienses. FP puso un fuerte en énfasis en la sección de negocios que había sido lanzada en 1962, de esta manera creando la reputación del periódico como la voz de la comunidad empresarial de Toronto. FP Publications y The Globe and Mail fueron vendidos en 1980 a The Thomson Corporation, una compañía de la familia de Kenneth Thomson.
En 2001, The Globe and Mail fue combinado con activos de Radio y Televisión de Bell Canada para formar el joint venture Bell Globemedia. Nueve años después, a finales de 2010, la familia Thomson, a través de su compañía Woodbridge, adquirió control directo de The Globe and Mail con una participación del 85 por ciento. BCE continúa siendo dueño del 15 por ciento.
The Globe and Mail siempre ha sido un periódico matutino. Desde los años 1980, ha sido impreso en ediciones separadas en seis ciudades canadienses: Halifax, Montreal, Toronto (varias ediciones), Winnipeg (impreso físicamente en Brandon, Manitoba), Calgary y Vancouver.
En 1995, el periódico lanzó su sitio web, globeandmail.com; el 9 de junio de 200, el sitio comenzó a cubrir noticias al instante con su propio contenido y periodistas además del contenido del periódico impreso. Poco después el periódico lanzó otro sitio web, globeinvestor.com, el cual se enfoca en noticias relacionadas con las finanzas y las inversiones. En 2004, el acceso a ciertas partes de globeandmail.com se restringió solo para suscriptores pagados. El servicio de suscripción fue revisado unos años después y ahora es llamado Globe Plus, el cual ofrece una edición electrónica del periódico, acceso a sus archivos, además de una membresía para un sitio web para inversionistas.

## Acontecimientos recientes
En años recientes, el periódico ha hecho cambios a su formato y presentación, como la introducción de fotografías en color, una sección de reseñas de libros separada y la creación de una sección de reseñas en arte, entretenimiento y cultura. Aunque el periódico es vendido en todo Canadá y ha sido llamado por mucho tiempo como "El Periódico Nacional de Canadá", The Globe and Mail también es el periódico metropolitano de Toronto, y publica varias secciones en edición para Toronto que no son incluidas en la edición nacional. Como resultado de esto, algunas veces es ridiculizado por estar demasiado enfocado en el área metropolitana de Toronto, parte un conjunto de descripciones humorísticas más amplias sobre los ciudadanos de Toronto por no estar al tanto de los problemas que afectan al resto de la nación. (Una crítica al contrario se aplica algunas veces a The New York Times por contar con una cobertura cada vez menor de la ciudad de Nueva York en relación con su cobertura nacional). Recientemente, en un esfuerzo por ganar una cuota de mercado en Vancouver, The Globe and Mail comenzó a publicar una versión diferente para la costa oeste, editada en forma independiente en Vancouver, la cual contiene una sección de tres páginas de noticias de Columbia Británica.
Algunos nombres satíricos del periódico incluyen Mop and Pail (lit. Trapeador y Cubeta) o Grope and Flail (lit. Toqueteo y Mayal); ambos fueron acuñados por el columnista de humor del Globe and Mail, Richard J. Needham. Un periódico estudiantil de la Universidad de Columbia Británica, The Ubyssey, publicó una parodia titulada Glib and Male (lit. Superficial y Machista). En la edición de la primavera de 2008 del Ryerson Review of Journalism se hizo referencia al apodo de Old and Male (lit. Viejo y Masculino) debido al tipo de empleados del periódico y a los que se perciben son sus lectores.
Desde el lanzamiento del National Post como el segundo periódico nacional en inglés en 1998, algunos analistas de la industria han indicado que existe una "guerra de periódicos nacionales" entre The Globe and Mail y el National Post. Hasta el momento, sin embargo, The Globe and Mail ha continuado vendiendo más unidades que el National Post.
El 23 de a abril de 2007 el periódico hizo cambios significativos a su diseño impreso y también introdujo un nuevo sistema de navegación unificado en su sitio web. El periódico añadió una sección de "estilo de vida" a las ediciones de lunes a viernes, titulada Globe Life, la cual ha sido descrita como un intento por atraer lectores de su rival el Toronto Star. Además, el periódico siguió los pasos de otros periódicos norteamericanos al quitar las listas detalladas de la bolsa impresas y reducir el tamaño del papel impreso a un ancho de 12 pulgadas.
Durante las Olimpiadas de Invierno de 2010, las cuales tuvieron lugar en Vancouver, The Globe and Mail publicó una edición dominical, siendo la primera vez que el periódico era publicado un domingo.

## Rediseño y relanzamiento en 2010

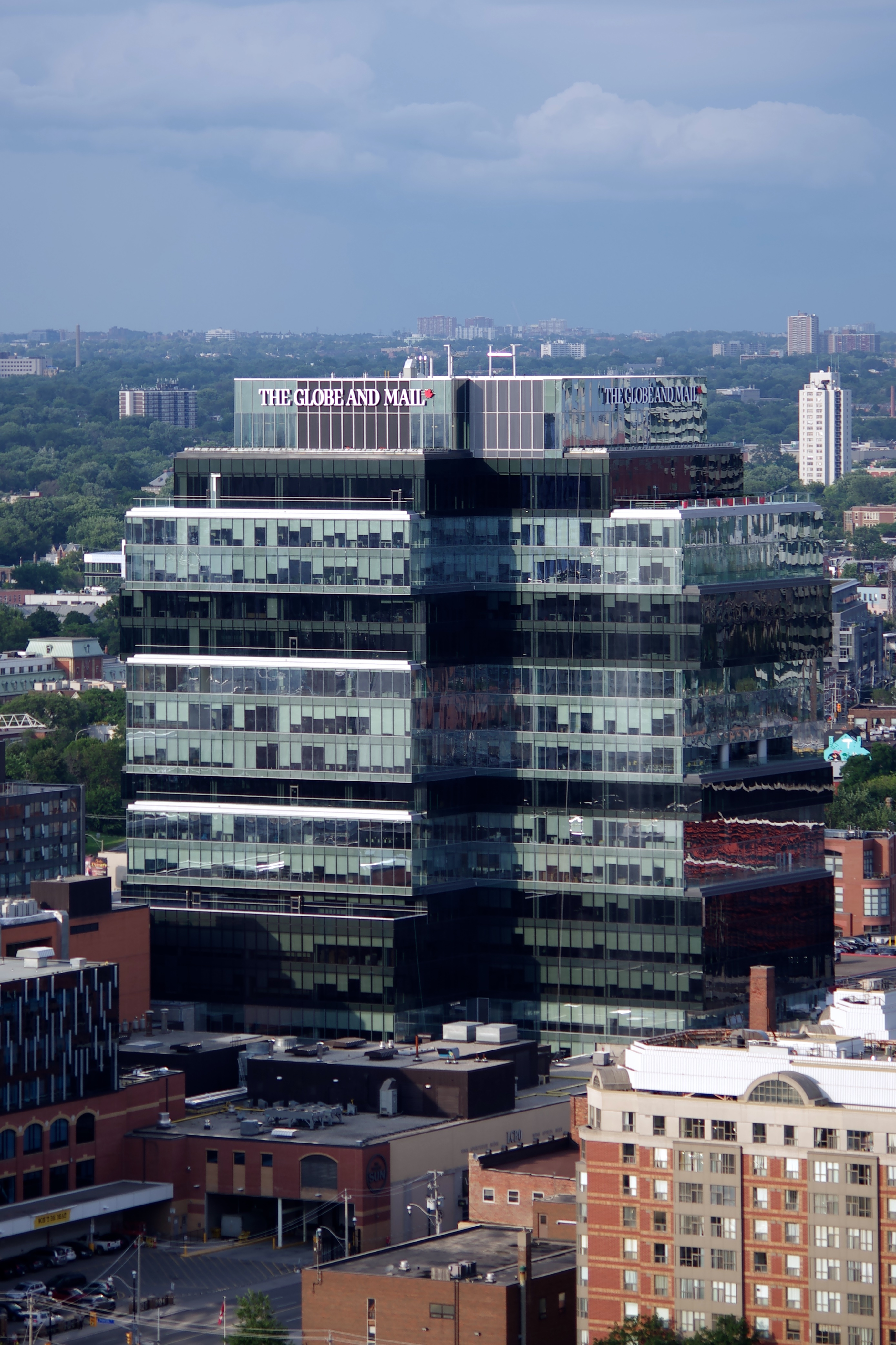
Sede de The Globe and Mail desde 2016, ubicada en el centro de Toronto.

El 1 de octubre de 2010, The Globe and Mail reveló rediseños tanto para sus versiones impresa o como en línea, siendo calificados por el redactor jefe, John Stackhouse, como "el rediseño más significativo en la historia de The Globe". La versión impresa tiene una presentación más vistosa, con páginas 100% en color, más gráficos, papel ligeramente brillante, y un énfasis en secciones de estilo de vida y otras similares. The Globe and Mail ve a este rediseño como un paso hacia el futuro (promovido de esta manera en un comercial en el que se ve una niña en una bicicleta), al igual que un paso hacia adelante en la generación de debate sobre temas de interés nacional (la edición del 1 de octubre tenía a la página editorial en la porta encima de la pancarta de The Globe and Mail).

## Report on Business
Report on Business (lit. Reporte de los Negocios), conocido comúnmente como ROB, es la sección financiera del periódico. Es la compilación de noticias económicas más extensa de Canadá, y es considerada como una parte fundamental del periódico. Una sección común del Report on Business tiene unas veinte páginas, e incluye las listas de los principales índices accionarios, de bonos y monedas en Canadá, Estados Unidos y el mundo.
Cada sábado se publica una edición especial de Report on Business, la cual incluye contenido relacionado con el estilo de vida corporativo y las finanzas personales, al igual que una cobertura extendida de las noticias del mundo de los negocios. En el último viernes de cada mes se publica el Report on Business Magazine, la revista financiera más grande de Canadá.
Business News Network (anteriormente ROBtv) es una estación de televisión de veinticuatro horas al día de noticias y negocios, fundada por The Globe and Mail pero operada por CTV a través de la relación de ambas compañías con CTVglobemedia.

### Top 1000
El top 1000 es una lista de las mil compañías públicas de Canadá más grandes según sus ganancias publicada anualmente por el Report on Business Magazine. En 2012, la compañía más grande era el Toronto-Dominion Bank, escalando una posición.